# Fórmula Chevrolet
El Fórmula Chevrolet es un prototipo de carreras monoplaza, diseñado para competiciones y motorizado con impulsores de origen Chevrolet. Es un prototipo de carreras que sirve como escalón previo para competir en automovilismo de velocidad, previo paso por el karting. El monoplaza está motorizado con un motor Chevrolet, generalmente de 1.6 litros de cilindrada de origen Chevrolet Corsa y con caja de cambio de 5 velocidades. En el escalafón del automovilismo, el Fórmula Chevrolet comparte su escalón con los Fórmula Ford o los Fórmula Renault 1.6, pero se ubica por debajo de los Fórmula Renault 2.0 o los Fórmula 3 Sudamericana.
Actualmente, los torneos más importantes de la Fórmula Chevrolet son organizados en Uruguay y la India, donde se celebran los campeonatos de la Fórmula Chevrolet Uruguay y la Fórmula Rolón respectivamente, ambos con apoyo de las sedes locales de General Motors. A su vez, llegó a realizarse en Brasil un campeonato de Fórmula Chevrolet, que reemplazó a la Fórmula Ford Paulista en el año 1994. De esta última, emergieron pilotos como Ricardo Zonta, Felipe Massa, Tony Kanaan o Max Wilson entre otros.
En la actualidad, el nivel de organización de carreras de Fórmula Chevrolet a nivel mundial es muy bajo, aunque mantiene sus condiciones como categoría escuela al igual que la Fórmula Ford, la Fórmula Renault o la Fórmula BMW.

## Competiciones actuales
- Fórmula Chevrolet Uruguaya
- Fórmula Rolon Chevrolet (India)